# Ochrona przeciwpożarowa
Ochrona przeciwpożarowa – pojęcie związane z zapobieganiem i zwalczaniem pożarów.

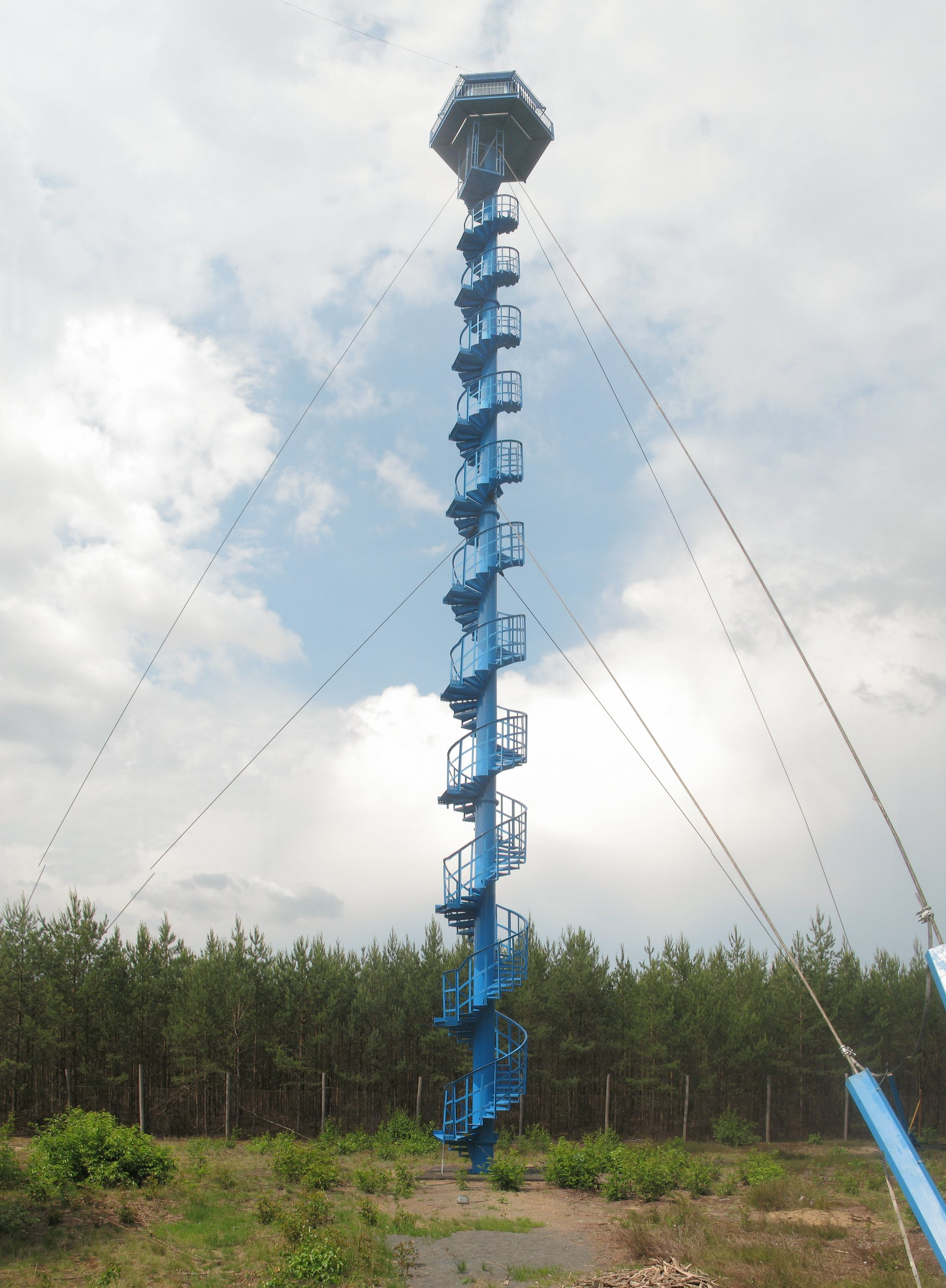
Leśna wieża przeciwpożarowa

Według ustawy o ochronie przeciwpożarowej polega na realizacji przedsięwzięć mających na celu ochronę życia, zdrowia i mienia lub środowiska przed pożarem, klęską żywiołową lub innym miejscowym zagrożeniem poprzez:
- zapobieganie powstaniu i rozprzestrzenianiu się pożaru, klęski żywiołowej lub innego miejscowego zagrożenia,
- zapewnienie sił i środków do zwalczania pożaru, klęski żywiołowej lub innego miejscowego zagrożenia,
- prowadzenie działań ratowniczych.

Jednostkami ochrony przeciwpożarowej w Polsce są:
- jednostki organizacyjne Państwowej Straży Pożarnej;
- jednostki organizacyjne Wojskowej Ochrony Przeciwpożarowej;
- zakładowa straż pożarna;
- zakładowa służba ratownicza;
- gminna zawodowa straż pożarna;
- powiatowa (miejska) zawodowa straż pożarna;
- terenowa służba ratownicza;
- ochotnicza straż pożarna;
- związek ochotniczych straży pożarnych;
- inne jednostki ratownicze.

## Instrukcja bezpieczeństwa pożarowego
Instrukcja bezpieczeństwa pożarowego (w skrócie IBP) – to dokument techniczny określający warunki ochrony przeciwpożarowej, które obowiązują w danym budynku, obiekcie budowlanym czy terenie. Opracowywany jest dla budynku lub strefy pożarowej. Opracowanie instrukcji bezpieczeństwa pożarowego jest obowiązkiem właścicieli, zarządców i użytkowników obiektów przeznaczonych do wykonywania funkcji użyteczności publicznej, zamieszkania zbiorowego, produkcyjnych, magazynowych oraz inwentarskich. Dokument ten ma na celu ustalenie wymagań przeciwpożarowych w zakresie organizacyjnym, technicznym, porządkowym itp., jakie należy uwzględnić w czasie eksploatacji budynku. Instrukcję opracowuje się również dla otwartych składowisk odpadów. Instrukcja bezpieczeństwa pożarowego powinna być aktualizowana co najmniej raz na dwa lata, a także zmianach sposobu użytkowania obiektu lub procesu technologicznego, które mają wpływ na zmianę warunków ochrony przeciwpożarowej.